# Kiryat Ono
Kiryat Ono (tiếng Hebrew: קריית אונו) là một thành phố Israel. Thành phố thuộc quận Tel Aviv. Thành phố có diện tích 4,112 km2, dân số năm 2009 là 31.000 người.